# 5 resoluties van het Vlaams Parlement over de staatshervorming
De vijf resoluties van het Vlaams Parlement zijn eisen over de staatshervorming die op 3 maart 1999 zijn gestemd. De resoluties kregen de goedkeuring van de Volksunie, de VLD en de CD&V. sp.a nam vier resoluties aan, bij de resolutie over gezondheidszorg onthield zij zich.
De resoluties werden door de Commissie voor Staatshervorming en Algemene Zaken voorbereid in de periode van juli 1995 tot juni 1999.
Iedere resolutie ging over een onderwerp, te weten:
1. Homogene bevoegdheidspakketten
2. Uitbouw van de fiscale autonomie
3. De positie van Brussel
4. Overdragen van bevoegdheden
5. Specifieke aandachtspunten